# Lukavica (Novo Sarajevo)
Pour les articles homonymes, voir Lukavica.
Lukavica (en cyrillique : Лукавица) est un village de Bosnie-Herzégovine. Il est situé dans la municipalité de Novo Sarajevo, dans le canton de Sarajevo et dans la république serbe de Bosnie. Selon les premiers résultats du recensement bosnien de 2013, il compte 872 habitants.
Avant la guerre de Bosnie-Herzégovine, le village faisait entièrement partie de la municipalité de Novo Sarajevo ; après la guerre, son territoire a été partiellement rattaché à la municipalité d'Istočno Novo Sarajevo, intégrée à la ville d'Istočno Sarajevo et à la république serbe de Bosnie.

## Démographie

### Évolution historique de la population
| 1948 | 1953 | 1961 | 1971  | 1981  | 1991  | 2013 |
| ---- | ---- | ---- | ----- | ----- | ----- | ---- |
| -    | -    | 875  | 1 178 | 1 400 | 1 848 | 872  |

|  |